# Тим Боровски
Тим Боровски (на немски: Tim Borowski) е германски футболист-национал, полузащитник. Роден е в гр. Нойбранденбург в Германия на 2 май 1980 г. Играч на Вердер Бремен. Започва кариерата си в местния Пост Нойбранденбург през 1985 г. Там той е открит от съгледвачи на Вердер Бремен и е привлечен в детско-юношеската школа на клуба през 1996 г., от където приблизително по едно и също време излизат футболисти като Нелсон Валдес, Кристиан Шулц и Симон Ролфес. След като играе известно време за втория отбор на Вердер в Регионална лига „Север“, Боровски най-накрая намира място в първия отбор през 2002 г. Към 25 ноември 2007 г. има 155 мача и 21 гола за Вердер. Към същата дата е записал 31 мача и 2 гола за германския национален отбор. Участник на Световното първенство по футбол в Германия през 2006 г.

## Успехи
- Носител на Купата на Германия за 2004 г. с отбора на Вердер Бремен.
- Шампион на Германия за 2004 г. с отбора на Вердер Бремен.
- Шампион на Германия за юноши до 19 г. през 1999 г. с Вердер Бремен.